# Klompangan
Klompangan is een bestuurslaag in het regentschap Jember van de provincie Oost-Java, Indonesië. Klompangan telt 10.010 inwoners (volkstelling 2010).